# Santa Cruz de la Serós
Santa Cruz de la Serós (aragónul Santa Cruz d'as Serors) község Spanyolországban, Huesca tartományban. Santa Cruz de la Serós Bailo, Santa Cilia, Jaca és Las Peñas de Riglos községekkel határos. Lakosainak száma 188 fő (2024).

## Népesség
A település népessége az utóbbi években az alábbiak szerint változott:
| Lakosok száma | 145  | 161  | 145  | 140  | 194  | 192  | 177  | 183  | 194  | 188  |
|               | 2001 | 2004 | 2007 | 2009 | 2012 | 2014 | 2017 | 2019 | 2022 | 2024 |